# London Velopark
London Velopark – kompleks sportowy w Londynie, w dzielnicy Leyton na terenie London Borough of Newham, położony w północnej części Parku Olimpijskiego. Pierwotnie składał się z dwóch głównych części: hali do kolarstwa torowego (welodromu) oraz toru do zawodów na BMX. Obiekt był areną zmagań w tych konkurencjach podczas Letnich Igrzysk Olimpijskich 2012. Dodatkowo welodrom był używany także podczas Igrzysk Paraolimpijskich. 
Budowa welodromu rozpoczęła się w 2008 roku, zaś jego oddanie do użytku miało miejsce w lutym 2011 roku, najwcześniej ze wszystkich nowych obiektów budowanych na terenie Parku Olimpijskiego. Widownia liczy trzy poziomy, na których łącznie może zasiąść 6 tysięcy widzów. Tor BMX powstał wiosną 2011, a jego łączna długość wynosiła 400 metrów. 
Po zakończeniu igrzysk tor BMX został zlikwidowany, natomiast welodrom jest nadal użytkowany. Nie otrzymał jednak statusu brytyjskiego welodromu narodowego, gdyż decyzją Brytyjskiego Związku Kolarskiego tę funkcję pełni nadal welodrom w Manchesterze, wybudowany w 1994 roku.  

## Galeria

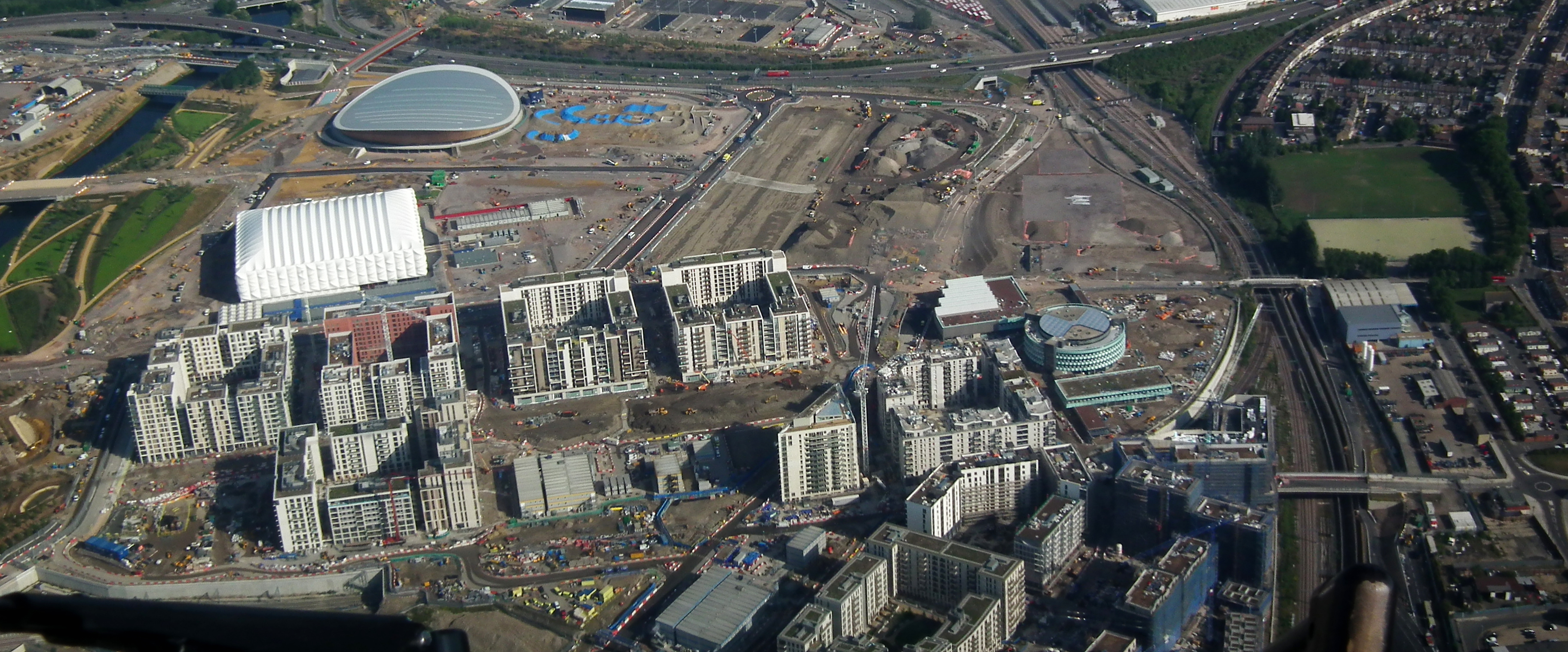
Zdjęcie lotnicze wioski olimpijskiej, hali do koszykówki oraz welodromu (na górze zdjęcia)
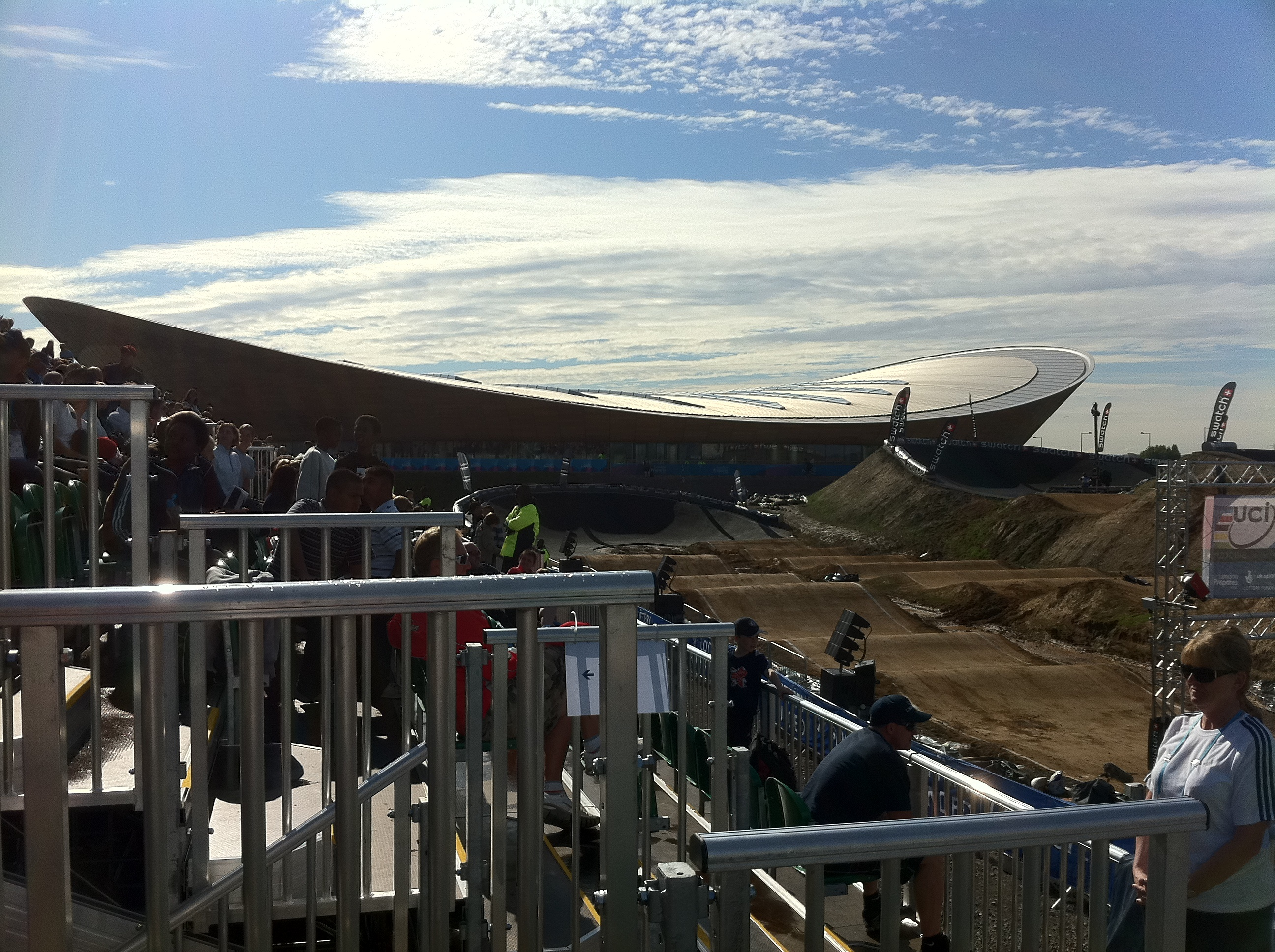
Kompleks widziany z trybun toru BMX
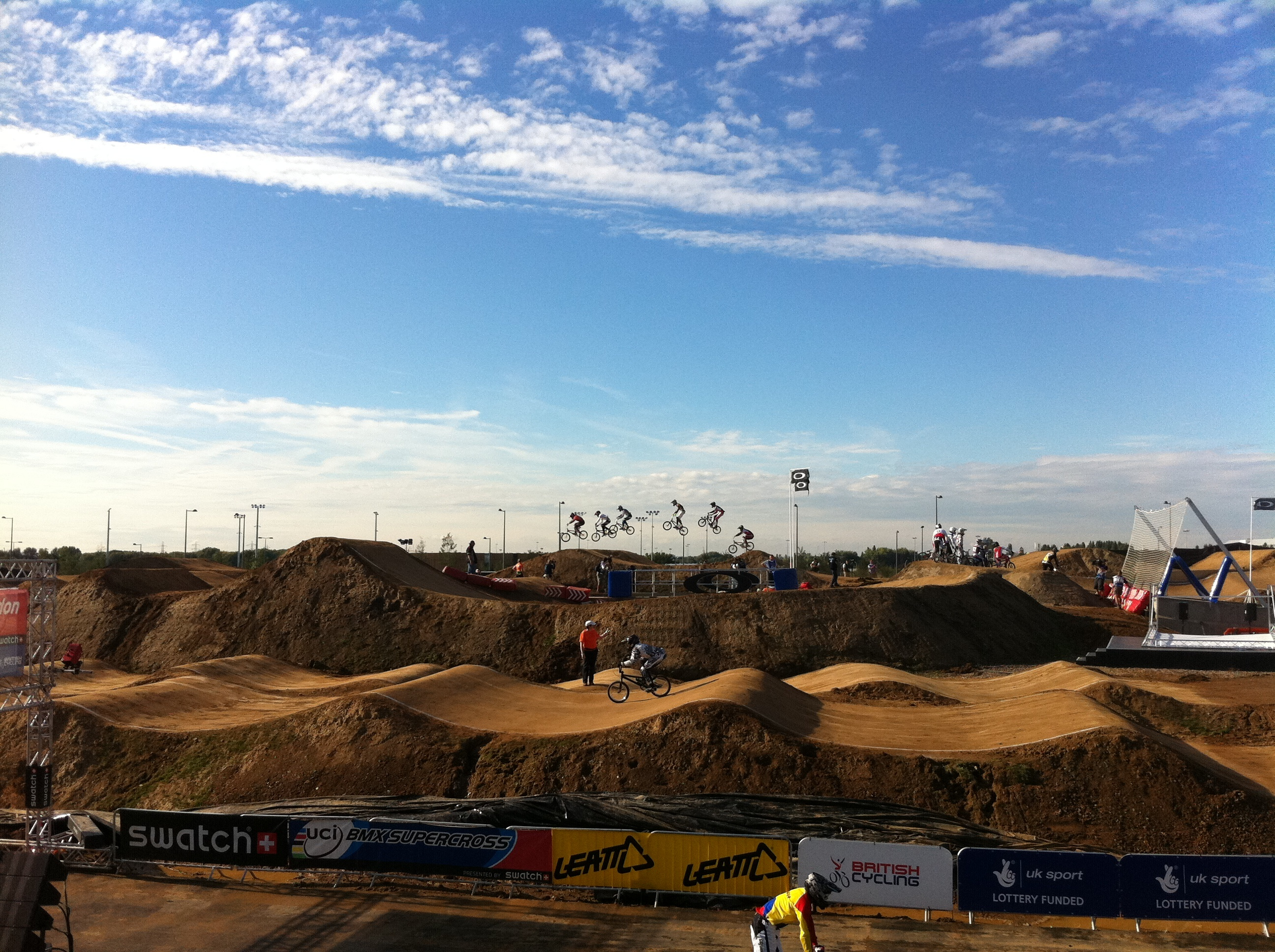
Tor BMX podczas zawodów
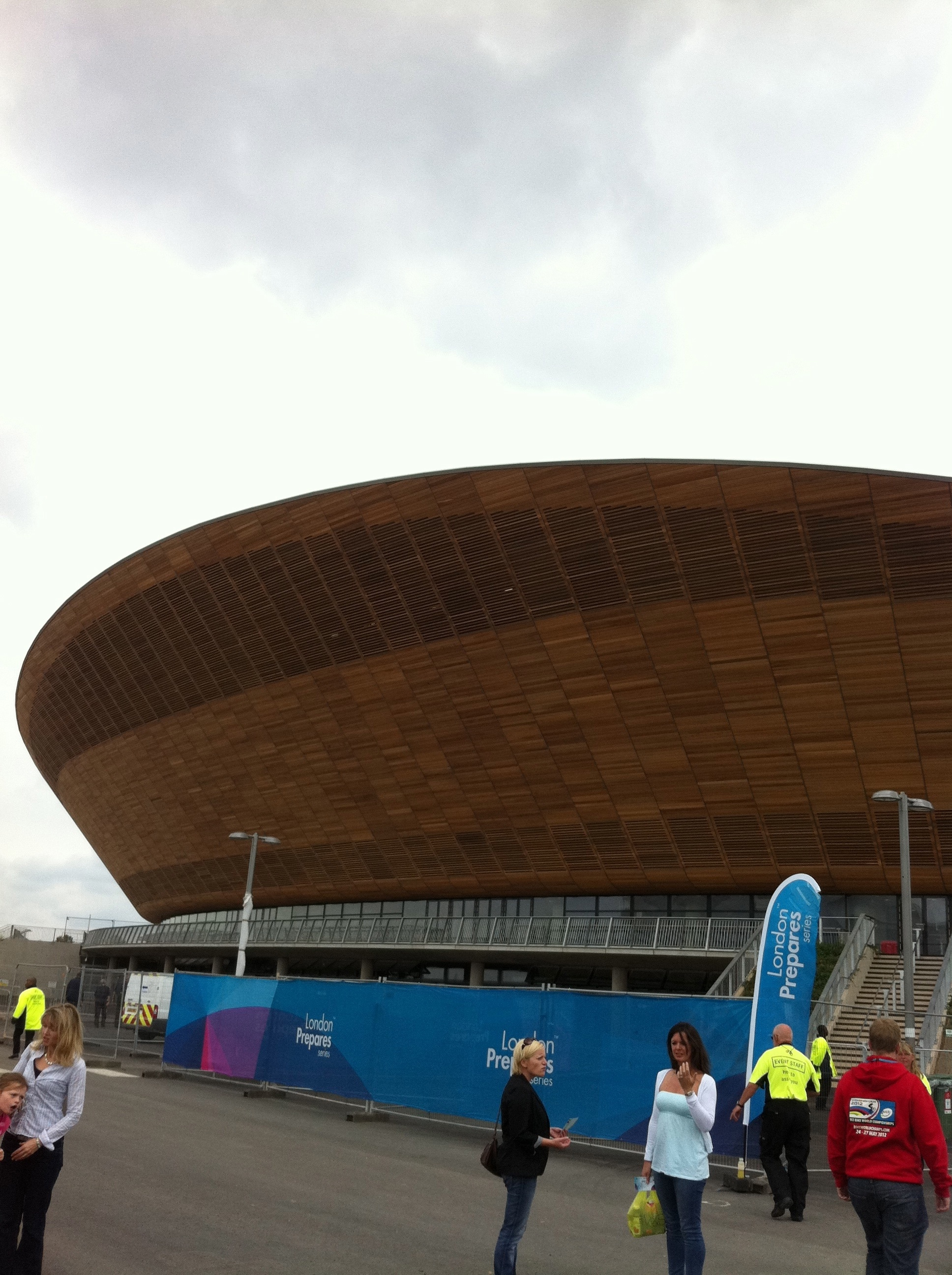
Fasada welodromu
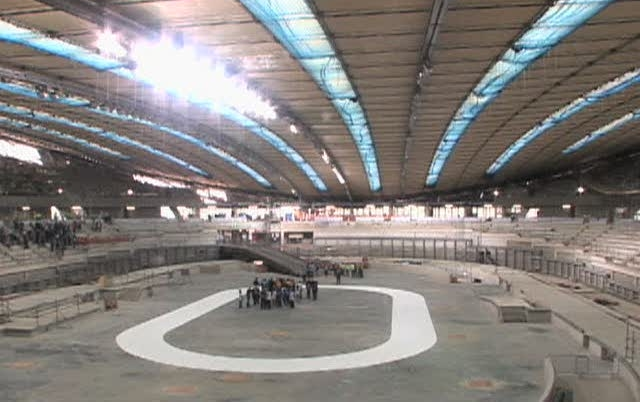
Wnętrze welodromu podczas prac wykończeniowych w lipcu 2010